# Retur
Retur este un film românesc din 1997 regizat de Emanuel Pârvu. Rolurile principale au fost interpretate de actorii Dorina Lazăr, Constantin Cojocaru, Andi Vasluianu.

## Distribuție
Distribuția filmului este alcătuită din:
- Ilie Gheorghe
- Liliana Mocanu
- Dorina Lazăr
- Dorian Boguță
- Marius Chivu
- Ana Ciontea
- Andi Vasluianu
- Medeea Marinescu
- Cosmina Stratan
- Anca Sigartău
- Mircea Andreescu
- Emanuel Pârvu
- Vlad Corbeanu
- Constantin Cojocaru